# 查尔斯·爱德华·马贡
查尔斯·爱德华·马贡（英語：Charles Edward Magoon，1861年12月5日—1920年1月14日）生于明尼苏达州斯蒂尔县，是美国律师、法官、外交官和行政官员，曾担任巴拿马运河区总督、美国驻巴拿马大使及古巴临时总督。他的职业生涯存在多起丑闻和争议，但这些丑闻和争议都缺乏明确证据。
美西战争结束后，美国得到原属西班牙的多片领地，担任美国战争部法律顾问的马贡为国会及联邦政府行政部门撰写草案和报告，对新领土的管理方式提出建议。这些报告之后集结成书，于1902年出版，被誉为美国新领地管理的开创性著作。离开古巴后，马贡选择退休，最终于1920年初在纽约因闌尾炎術後并发症去世，享年58岁。

## 早年经历
查尔斯·爱德华·马贡于1861年12月5日在明尼苏达州斯蒂尔县的奥瓦通纳（Owatonna）出生，但很小时就同家人迁居内布拉斯加州。1876年，他报名就读内布拉斯加大学林肯分校预科课程，学习两年后再于1878年正式入学。1879年，他离开该校，前往某知名律师事务所独立研读法律。1882年，马贡通过律师资格考试，然后就在林肯从事执业律师工作，之后成为律师事务所的合伙人。马贡还成为内布拉斯加州国民警卫队军法官，“法官”这一头衔此后也一直伴随马贡的职业生涯。

## 战争部及“马贡事件”
罗素·阿尔杰（Russell A. Alger）担任战争部长期间，战争部新增海关和岛屿事务分部，之后更名岛屿事务局。1899年时，马贡已寻求途径进入该部法务部门。
美西战争结束后，美国获得包括关岛和波多黎各在内的多个新领地，但相应领地居民是否能够自动获得宪法保障的美国公民权利问题激起法律和政治争议。1899年5月，马贡为阿尔杰准备了一份报告，之后“宪法跟随国旗”的官方政策便是在这份报告的基础上确立。
根据宪法跟随国旗政策，波多黎各、关岛及菲律宾经条约移交美国时，这些领地的居民就会马上获得联邦宪法保障的所有美国公民权利。以美西战争为例，1898年12月10日各方签署巴黎条约之际，便是上述领地居民获得美国公民权之时。但由于部长阿尔杰之后不久辞职，这份尚未完成的报告并未递交国会。
1899年8月，伊莱休·鲁特成为新任战争部长，将此前马贡起草但尚未完成的报告搁置。马贡又起草了一份新报告，其中立场同上一份完全相反，即美国新获得领地的居民并不能自动成为美国公民，而需由国会专门通过法案正式授权。报告中将国会此前对西北领地和路易斯安那购地所获领土的处理方式作为先例。新报告经鲁特于1900年2月12日签字后递交国会，代表战争部对议题的正式立场。美国最高法院总体上认同战争部的立场，并从1901年开始在一系列“岛屿案例”中确立相应原则。
国会在此期间正辩论波多黎各关税法案，法案中的第一项规定同联邦宪法冲突，但当时民主、共和两党对此泾渭分明，共和党人支持法案，民主党人则强烈谴责。民主党议员在随后的辩论期间发现马贡此前还曾起草一份报告，于是要求战争部上交，以便国会对比。战争部虽拒绝递交，但原版报告还是泄露到国会。投票开始前，少数党领袖詹姆斯·理查森（James D. Richardson）在参议院楼层大声宣读报告，但最终还是功亏一篑，双方议员均严格遵循党派立场投票，法案得以通过。
《芝加哥论坛报》将此次争议称为“马贡事件”，马贡为此身处丑闻中心，受到两党的严厉指责。虽然马贡也是共和党人，但其他共和党人声称他不过是官员下属，只能遵循战争部的正式立场，无权表达个人意见，因此他的第一份报告没有任何意义。民主党人则将同样的理由微调，称没有意义的是第二份报告。不过，没有任何实质性证据能够证明两份报告中是否的确包含马贡的个人立场。
事件过后，马贡继续在战争部工作。1902年，他在战争部工作期间为新领地管理创作的文献集结成书公开出版，题为（大意为“美国军事占领领土的民事政府法律报告”），之后还多次重印，被誉为相应主题的开创性著作。

## 巴拿马
1903年下半年，战争部长鲁特宣布退休的决定。部分媒体猜测马贡会跟随鲁特一起辞职，回归执业律师工作，但实际情况并非如此。1904年6月，总统西奥多·罗斯福任命马贡出任地峡运河委员会首席法律顾问，该委员会当时的工作项目便是日后的巴拿马运河。马贡直接向委员会主席约翰·格兰姆斯·沃克（John Grimes Walker）汇报，但始终没有成为委员会成员。罗斯福总统称赞马贡在战争部工作期间表现出色，而且很受尊重，足以出任委员会首席法律顾问。为委员会工作期间，马贡的办公室和住址仍然是在首都哥伦比亚特区。
1905年3月29日，罗斯福总统突然出人意料地要求地峡运河委员会所有人员及巴拿马运河区总督乔治·怀特菲尔德·戴维斯（George Whitefield Davis）同时辞职。据战争部长威廉·霍华德·塔夫脱所述，委员会职能上存在先天不足（特别是在巴拿马运河区的卫生问题方面），七名委员也难以达成共识，所以总统才做此决定。几天后，联邦政府宣布继任人选，马贡成为运河区总督并兼任委员会委员，委员会主席一职则由铁路企业家西奥多·尚茨（Theodore P. Shonts）担任。根据国会授权法案规定，委员会必须有七名委员，但经过调整，新组建的委员会中只有马贡、尚茨及总工程师拥有实权，另外四名委员只是用于满足法定人数规定的摆设。罗斯福曾要求国会将委员会调整为只包含三名委员，但遭国会否决，总统于是彻底重组委员会来绕开国会限制。为承担新职责，马贡于次月迁居巴拿马运河区。

### 巴拿马运河区总督
马贡担任总督的主要职责是改善卫生状况，解决黄热病和疟疾经常爆发的问题。起初他觉得这两种疾病不可能是通过蚊子传播，觉得如果真是如此，当地人的感染数量应该会更多。此时学界在人类对疾病的后天免疫机制上缺乏足够了解，《芝加哥论坛报》曾在报导运河区疫情的文章中称由蚊子传播的黄热病犹如怪物般吓人。但到了1906年1月，马贡早已明白蚊子在这些疾病传播中的作用，他通过《纽约时报》同月底发表的文章详细检讨自己领导的运河区政府在工作上的不足，并且已经制订积极且庞大的计划，消灭滋生蚊虫的沼泽。
担任总督期间，马贡还是战争部的翻译，将全本巴拿马民法典翻译成英语后出版，再于1904年5月9日将之汇编成运河区法律。这也是历史上首次有西班牙语国家而非美国领地的完整民法典翻译成英语。马贡在将之纳入运河区法律体系时也没有修改这些法律，这在历史上同样非比寻常。
1905年7月2日，罗斯福进一步集中巴拿马地区的权力分配，任命马贡取代约翰·巴雷特（John Barrett）出任美国驻巴拿马大使。这样马贡不但是美国在他国飞地的总督，还是美国驻该国的外交官，这种情况可谓前所未有。乔治·怀特菲尔德·戴维斯担任运河区总督期间同大使巴雷特存在磨擦，因此罗斯福的此次任命也确保大使同总督间不会再出现立场相左的情况。马贡此后可以同时领两份薪金，但此事之后引发争议。由于身兼巴拿马及运河区两大要职，马贡成为当地极具权势的官员之一。

### 同国会不和
罗斯福总统在处理巴拿马运河区的问题上同国会出现越来越多的冲突，非同寻常的集权任命便是双方的争议焦点。除总统未经正式途径重组运河委员会的问题外，国会对各委员任免提出的质疑逐渐增多，双方斗争渐趋激烈。1905年11月，美国地理学协会讲师兼作家保特尼·毕格罗（Poultney Bigelow）到访巴拿马，然后在报告中严厉批评运河区的工作进展。这份在美国得以广泛宣传的报告不但批评运河区工作效率低下，而且管理品质堪忧。马贡对此反驳称毕格罗到访运河区的时间不足两天，其中一天还是感恩节，节日期间工作进展缓慢是很正常的事。
1906年2月，马贡受到联邦参议院负责运河管理事务的委员会传召，要求他出席听证会作证，其中就包括回应毕格罗的报告事宜。马贡此前在运河区沿用巴拿马刑事体系的做法此时受到批评，根据这一制度，在运河区被捕的美国公民不能享有由陪审团裁决的权利，这也是运河区刑事制度面临的主要争议点之一。此外，听证会还对运河区法官素质等问题提出质疑。
虽然没有通过这些听证会得出正式结论，但国会随后通过领事改革法案，禁止今后再有像马贡这样一人同时出任外交官及其他行政职位的情况。接下来总统并没有直接解除马贡的某个职务，而是提名他出任菲律宾副总督，但这份任命尚未生效便已撤销，马贡随即受命出任古巴总督。

## 古巴及退休
1906年，受选举争议及民选总统托马斯·埃斯特拉达·帕尔马任期届满后拒不交权的影响，古巴陷入宪政危机。民间爆发动乱，美军出动5600名将士控制事态，史称第二次占领古巴。根据1903年签署的古美关系条约，美国在这种情况下可以出兵干涉。战争部长塔夫脱短暂稳定局势后，马贡获命担任古巴总督，该职位不但在该国拥有绝对权威，还有美国军方在身后支持。
1906年10月13日，马贡正式成为古巴总督。他决定不举行正式的就职典礼，而是通过报纸将消息传达给古巴公众。马贡在演讲稿中告知该国人民，他将“行使……古巴宪法赋予的职责，维护古巴独立。”马贡的任期很短，主要目的仅限恢复秩序，而非殖民统治。

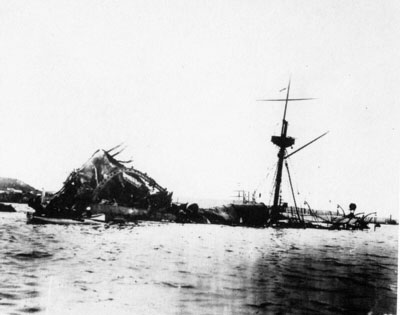
缅因号战舰残骸

马贡出任总督期间，古巴的残留革命势力已经清除，他的工作重心因此转移到基础设施建设上。在他的协调下，该国建好二百千米公路。马贡呼吁把古巴军力重组成正规军，而不是像墨西哥那样的“乡村守卫”。此外，他还要求清理缅因号战舰的沉船残骸，此事引发争议，当年正是这艘战舰在干涉哈瓦那港口交通时沉没，成为美西战争的导火索。马贡在递交战争部长的年度报告中称，古巴人普遍认为，美国及美方支持的古巴政府之所以没有探查战舰残骸，是因为这艘船很可能不是被鱼雷击沉，他们怀疑这种说法只不过是当年美国向西班牙开战的借口。联邦国会最终于1910年授权打捞残骸，但此时马贡早已离任。
担任古巴总督的马贡在美国风评甚佳，但在古巴人民心目中却不受待见。许多古巴作家以大量耸人听闻的指控批评他，称他是“蜡像人”，体型肥胖、举止粗鲁，野心勃勃而且贪得无厌。古巴学者卡洛斯·曼努埃尔·特里勒斯（Carlos Manuel Trelles）之后也称马贡唯利是图，令人不齿，对古巴民族构成深切破坏。另有多位古巴历史学家指出，马贡的总督任期挥霍无度，在古巴留下恶劣的历史印记，令古巴倒退到腐败的殖民地时期。
1909年1月29日，古巴恢复主权政府，何塞·米格尔·戈麦斯（José Miguel Gómez）成为总统。虽然没有任何足以证明马贡贪污的明确证据浮出水面，但他离任之际将多个利润丰厚的古巴工程交给美国公司承包的做法之后继续激起争议。几个月后，马贡获得塔夫特总统的正式表彰，感谢他在古巴的杰出贡献。
离开古巴后，虽然有传言称他有可能出任驻华大使，或是进入维持中美洲稳定的特别委员会任职，亦或成为内阁成员，但马贡实际上没有再从事公职，前往欧洲休假一年后再返回美国，然后正式退休，从此淡出公众视野。1920年1月14日，身患急性阑尾炎的查尔斯·爱德华·马贡经手术治疗后因并发症在哥伦比亚特区辞世，享年58岁，身后遗骨下葬在林肯的尤卡陵园（Wyuka Cemetery）。

## 其它来源
巴拿马总督时期全局来源：
- Mellander, Gustavo A.; Nelly Maldonado Mellander. . Río Piedras, Puerto Rico: Editorial Plaza Mayor. 1999. ISBN 1-56328-155-4. OCLC 42970390.
- Mellander, Gustavo A. . Danville, Ill.: Interstate Publishers. 1971. OCLC 138568.

古巴临时总督时期全局来源：
- Lockmiller, David. . Greenwood Press. 1969. ISBN 978-0-8371-2210-6.

## 扩展阅读
- Magoon, Charles Edward. . Washington, D.C.: U.S. Government Printing Office. 1902. OCLC 4668092.